# George Lawlor

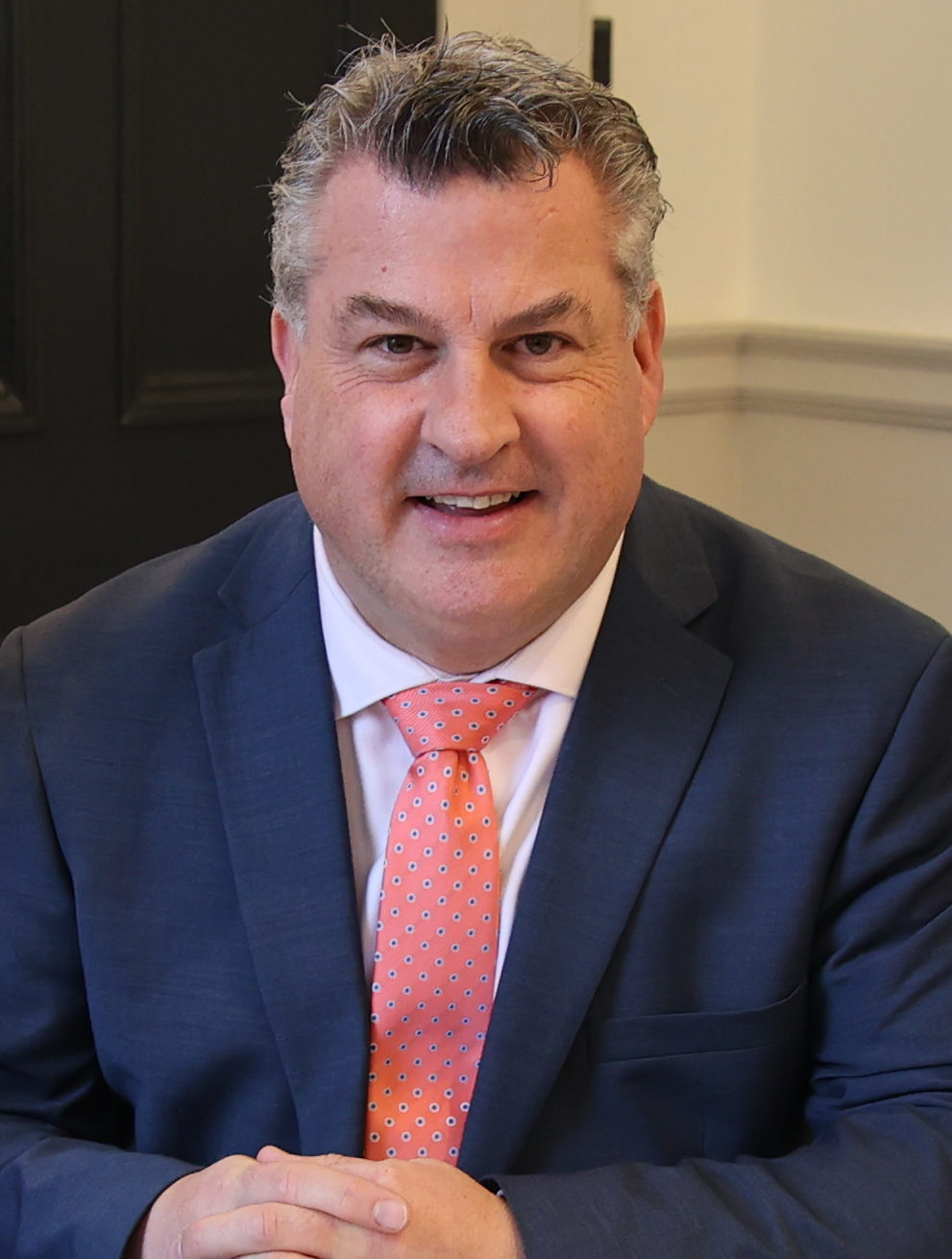
George Lawlor (2024)

George Lawlor (* 25. Dezember 1968) ist ein irischer Politiker der Labour Party und seit 2024 Mitglied (Teachta Dála) des Dáil Éireann. 

## Leben
Bis 2017 besaß Lawlor eine Druckerei, die er dann verkaufte. Von 2009 bis 2024 war er gewähltes Mitglied des Wexford County Council. Fünfmal war er in dieser Zeit Bürgermeister (Mayor) von Wexford. Bei der Nachwahl von 2019 im Wahlkreis Wexford erreichte er nicht die erforderlichen Stimmen, um in den Dáil einzuziehen. Von da an arbeitete er als Mitarbeiter von Brendan Howlin. Bei den Wahlen zum Dáil Éireann 2024 kandidierte er dann erneut im Wahlkreis Wexford und erreichte diesmal die notwendigen Stimmen.

## Privates
Lawlor ist mit Yvonne Treacy verheiratet, mit der er drei Töchter hat. 